# Кубок Казахстана по футболу 1992
Кубок Казахстана по футболу 1992 года — 1-й розыгрыш национального Кубка независимого Казахстана, в котором приняли участие 24 клуба.
Финальный матч состоялся 8 августа 1992 года на Центральном стадионе города Алма-Ата.
Победителем Кубка стал «Кайрат» из Алма-Аты, обыгравший в финале джамбульский «Фосфор».

## Схема турнира
Соревнования в рамках Кубка Казахстана 1992 года проводились с 8 мая по 8 августа 1992 года. К ним были допущены 23 клуба Высшей лиги (кроме «Уральца» из Уральска и «Армана» из Кентау), а также любительский коллектив «Горняк-Атлант» (Сатпаев), обратившийся с просьбой о заявке на турнир.
На каждом этапе турнира команды, поделенные жребием на пары, играли 1 матч, по итогам которого проигравшая сторона покидала турнир.
Победители пар встречались друг с другом с учётом определённой жребием турнирной сетки. Места проведения матчей также определялись жребием (команда, названная первой, была хозяином поля).
В случае ничьей назначались 2 дополнительных тайма по 15 минут. В случае ничейного результата после дополнительного времени победитель определялся в серии послематчевых пенальти.

## 1/16 финала
Матчи состоялись 8 мая 1992 года.
| название                | счёт           | название                  |
| ----------------------- | -------------- | ------------------------- |
| Жигер (Чимкент)         | 2:1            | Металлист (Петропавловск) |
| Кайрат (Алма-Ата)       | 1:0            | Шахтёр (Караганда)        |
| Горняк-Атлант (Сатпаев) | 1:2            | Восток (Усть-Каменогорск) |
| Химик (Кустанай)        | 3:0            | Экибастузец (Экибастуз)   |
| Жетысу (Талды-Курган)   | 0:0 (пен. 3:4) | Кокшетау (Кокчетав)       |
| Монтажник (Туркестан)   | 7:1            | Спартак (Семипалатинск)   |
| Металлург (Джезказган)  | 1:2            | Зенит (Кокчетав)          |
| Фосфор (Джамбул)        | 3:0            | Актау (Актау)             |

## 1/8 финала
Матчи состоялись 28 мая 1992 года.
| название                  | счёт           | название               |
| ------------------------- | -------------- | ---------------------- |
| ЦСКА (Алма-Ата)           | 0:3            | Кайсар (Кзыл-Орда)     |
| Булат (Темиртау)          | 0:2            | Горняк (Хромтау)       |
| Жигер (Чимкент)           | 2:3            | Кайрат (Алма-Ата)      |
| Восток (Усть-Каменогорск) | 3:2            | Целинник (Целиноград)  |
| Актюбинец (Актюбинск)     | 0:0 (пен. 3:4) | Трактор (Павлодар)     |
| Химик (Кустанай)          | +:-            | СКИФ-Арсенал (Чимкент) |
| Кокшетау (Кокчетав)       | 2:3            | Монтажник (Туркестан)  |
| Зенит (Кокчетав)          | 0:4            | Фосфор (Джамбул)       |

## 1/4 финала
Матчи состоялись с 24 июня по 29 июля 1992 года.
| название              | счёт | название                  |
| --------------------- | ---- | ------------------------- |
| Кайсар (Кзыл-Орда)    | 4:3  | Горняк (Хромтау)          |
| Кайрат (Алма-Ата)     | 4:0  | Восток (Усть-Каменогорск) |
| Монтажник (Туркестан) | 0:3  | Фосфор (Джамбул)          |
| Трактор (Павлодар)    | 4:1  | Химик (Костанай)          |

## 1/2 финала
Матчи состоялись 4 августа 1992 года.
| название           | счёт           | название           |
| ------------------ | -------------- | ------------------ |
| Кайсар (Кзыл-Орда) | 2:2 (пен. 3:4) | Кайрат (Алма-Ата)  |
| Фосфор (Джамбул)   | 2:0            | Трактор (Павлодар) |

## Финал
Первоначально планировалось, что к финалу первого национального Кубка будет изготовлен новый трофей. Однако в 1992 году победителю Кубка вручался трофей Кубка Казахской ССР. Он представлял собой фарфоровую вазу высотой почти в полтора метра, которая напоминала стержень факела, а завершал композицию футбольный мяч вместо пламени.

| 8 августа 1992                                               | \| Кайрат (Алма-Ата) \| 5:1 \| Фосфор (Джамбул) \| \| Найдовский 9′, 36′ · Климов 59′ · Волгин 68′ · Абильдаев 77′ \| Голы \| Литвиненко 88′ \| | Центральный стадион Алматы Зрителей: 1 000 Судья: А. Борисов (Семипалатинск) |
| Кайрат (Алма-Ата)                                            | 5:1 | Фосфор (Джамбул)                                                             |
| Найдовский 9′, 36′ · Климов 59′ · Волгин 68′ · Абильдаев 77′ | Голы | Литвиненко 88′                                                               |

| Победитель Кубка Казахстана по футболу 1992 |
| ------------------------------------------- |
| Кайрат (Алма-Ата) Первый титул              |

## Лучшие бомбардиры розыгрыша
| Игрок           | Команда               | Голов |
| --------------- | --------------------- | ----- |
| Сергей Волгин   | Кайрат (Алма-Ата)     | 6     |
| Олег Литвиненко | Фосфор (Джамбул)      | 6     |
| Юрий Найдовский | Кайрат (Алма-Ата)     | 3     |
| Сергей Вишняков | Фосфор (Джамбул)      | 3     |
| Марат Есмуратов | Кайсар (Кзыл-Орда)    | 3     |
| Оспан Карашбаев | Монтажник (Туркестан) | 3     |